# Bryter Layter
| Recensione                        | Giudizio            |
| --------------------------------- | ------------------- |
| AllMusic                          | [ 2 ]               |
| Pitchfork                         | [ 3 ]               |
| The New Rolling Stone Album Guide | [ 4 ]               |
| Sputnikmusic                      | 4.5 (Superb)        |
| Piero Scaruffi                    | [ 6 ]               |
| Ondarock                          | (Disco consigliato) |
| Dizionario del Pop-Rock           | [ 8 ]               |
| 24.000 dischi                     | [ 9 ]               |

Bryter Layter è il secondo album dell'artista folk britannico Nick Drake, registrato per la Island Records nel novembre del 1970.
La rivista Rolling Stone l'ha inserito al 245º posto nella sua lista dei 500 migliori album di tutti i tempi.

## Il disco
Il titolo dell'album rende la pronuncia cockney dell'espressione inglese brighter later ("schiarite più tardi") usata nei bollettini meteorologici. Come nel precedente Five Leaves Left, Drake è accompagnato da alcuni elementi del gruppo folk Fairport Convention (qui: Dave Mattacks, Richard Thompson e Dave Pegg) e tornano gli arrangiamenti orchestrali di Robert Kirby. In due brani, Fly e Northern Sky, compare John Cale dei Velvet Underground. Tre brani (Introduction, Bryter Layter e Sunday) sono interamente strumentali.

## Tracce
Testi e musiche di Nick Drake
Lato A
1. Introduction (strumentale) – 1:33
2. Hazey Jane II – 3:41
3. At the Chime of a City Clock – 4:42
4. One of These Things First – 4:46
5. Hazey Jane I – 4:24

Lato B
1. Bryter Layter (strumentale) – 3:16
2. Fly – 2:56
3. Poor Boy – 6:30
4. Northern Sky – 3:42
5. Sunday (strumentale) – 3:39

## Formazione
- Nick Drake – voce (eccetto tracce: 1, 6, 10), chitarra
- Dave Pegg – basso (eccetto traccia: 4)
- Ed Carter – basso (traccia: 4)
- Dave Mattacks – batteria (tracce: 1, 5, 6, 10)
- Mike Kowalski – batteria (tracce: 3, 4, 8, 9)
- Robert Kirby – arrangiamento archi (tracce: 1, 3, 5, 10) e fiati (traccia: 2)
- Richard Thompson – chitarra solista (traccia: 2)
- Ray Warleigh – sassofono alto (traccia: 3), flauto (traccia: 10)
- Paul Harris – pianoforte (traccia: 4)
- Chris McGregor – pianoforte (traccia: 8)
- Lyn Dobson – flauto (traccia: 6)
- John Cale – viola, clavicembalo (traccia: 7), celesta, pianoforte, organo (traccia: 9)
- P. P. Arnold – cori (traccia: 8)
- Doris Troy – cori (traccia: 8)

Crediti aggiuntivi
- Joe Boyd – produttore
- John Wood – ingegnere delle registrazioni
- Nigel Waymouth – fotografie fronte copertina e interne
- Keith Morris – fotografia retro copertina[12]